# Vasîlivka, Mejova
Vasîlivka (în ucraineană Василівка) este un sat în așezarea urbană Demurîne din raionul Mejova, regiunea Dnipropetrovsk, Ucraina.

## Demografie
Componența lingvistică a localității Vasîlivka
     Ucraineană (95,45%)
     Rusă (4,55%)
Conform recensământului din 2001, majoritatea populației localității Vasîlivka era vorbitoare de ucraineană (95,45%), existând în minoritate și vorbitori de rusă (4,55%).